# Đelilovac
Đelilovac (en cyrillique : Ђелиловац) est un village de Bosnie-Herzégovine. Il est situé dans la municipalité de Travnik, dans le canton de Bosnie centrale et dans la fédération de Bosnie-et-Herzégovine. Selon les premiers résultats du recensement bosnien de 2013, il compte 910 habitants.

## Géographie
Le village est situé au bord de la rivière Lašva, un affluent gauche de la Bosna.

## Démographie

### Évolution historique de la population dans la localité
| 1948 | 1953 | 1961 | 1971 | 1981  | 1991  | 2013 |
| ---- | ---- | ---- | ---- | ----- | ----- | ---- |
| -    | -    | 643  | 806  | 1 193 | 1 229 | 910  |

|  |